# UCI-Cyclocross-Saison 2024/25
Die Cyclocross-Saison 2024/2025 reichte vom 1. August 2024 bis zum 28. Februar 2025. Sie bestand aus den im internationalen UCI-Kalender registrierten Cyclocrossrennen.

## Klassifikation
Die Rennen des internationalen Cyclocross-Kalenders gehörten folgenden Klassen an (siehe auch UCI-Kategorie):
- die Weltmeisterschaften (CM) Ende Januar/Anfang Februar;
- die kontinentalen Meisterschaften in Europa und in Amerika (CC);
- die nationalen Meisterschaften (CN), die über die Saison verteilt stattfanden, meist aber Anfang Januar;
- die 12 Rennen des Weltcups 2024/2025 (CDM);
- zahlreiche weitere Rennen der Klassen C1 und C2.

Die C1- und C2-Rennen gehörten oft nationalen Rennserien an, worunter die Superprestige-Serie und X²O Trofee in Belgien hervorstachen. Daneben gab es zahlreiche weitere Rennen auf den nationalen Kalendern der einzelnen Radsportverbände, die an dieser Stelle nicht berücksichtigt sind.

## Kalender
Die untenstehende Liste führt die Weltcup-Rennen sowie die der Klassen C1 und C2 auf, die in der Regel bei Männern und Frauen durchgeführt wurden. Es sind nur die Sieger der Kategorie Elite aufgeführt.
| Datum         | Ort              | Rennen                                                         | Klasse | Sieger                    | Siegerin                   |
| ------------- | ---------------- | -------------------------------------------------------------- | ------ | ------------------------- | -------------------------- |
| 18. Aug. 2024 | Ballarat         | Ballarat CX                                                    | C2     | Tristan Nash              | Isabella Flint             |
| 7. Sep. 2024  | Bensheim         | Internationaler GGEW Grand Prix                                | C2     | Loris Rouiller            | Kiona Crabbé               |
| 7. Sep. 2024  | Fall River       | Englewood Open CX Day 1                                        | C1     | Caleb Swartz              | Sidney McGill              |
| 8. Sep. 2024  | Fall River       | Englewood Open CX Day 2                                        | C1     | Scott Funston             | Sidney McGill              |
| 14. Sep. 2024 | Bradford (Tong)  | Hope Supercross #1                                             | C2     | Thomas Mein               | Laura Verdonschot          |
| 14. Sep. 2024 | Roanoke          | Virginia’s Blue Ridge Go Cross (USCX #1)                       | C1     | Andrew Strohmeyer         | Hélène Clauzel             |
| 15. Sep. 2024 | Mechelen         | Kleeberg Cross                                                 | C2     | Jens Adams                | Inge van der Heijden       |
| 15. Sep. 2024 | Bradford (Tong)  | Hope Supercross #2                                             | C2     | Thomas Mein               | Laura Verdonschot          |
| 15. Sep. 2024 | Roanoke          | Virginia’s Blue Ridge Go Cross (USCX #2)                       | C2     | Andrew Strohmeyer         | Hélène Clauzel             |
| 18. Sep. 2024 | Bradford (Wyke)  | Hope Supercross #3                                             | C2     | Thomas Mein               | Laura Verdonschot          |
| 21. Sep. 2024 | Bad Salzdetfurth | International Cyclo-Cross Bad Salzdetfurth #1                  | C2     | Federico Ceolin           | Aniek van Alphen           |
| 21. Sep. 2024 | Bradford (Wyke)  | Hope Supercross #4                                             | C2     | Yorben Lauryssen          | Laura Verdonschot          |
| 21. Sep. 2024 | Rochester        | Rochester Cyclocross (USCX #3)                                 | C1     | Andrew Strohmeyer         | Hélène Clauzel             |
| 22. Sep. 2024 | Bad Salzdetfurth | International Cyclo-Cross Bad Salzdetfurth #2                  | C2     | Marek Konwa               | Aniek van Alphen           |
| 22. Sep. 2024 | Rochester        | Rochester Cyclocross (USCX #4)                                 | C2     | Andrew Strohmeyer         | Hélène Clauzel             |
| 22. Sep. 2024 | Illnau           | Radcross Illnau                                                | C2     | Kevin Kuhn                | Léa Stern                  |
| 28. Sep. 2024 | Baltimore        | Charm City Cross (USCX #5)                                     | C1     | Andrew Strohmeyer         | Hélène Clauzel             |
| 29. Sep. 2024 | Baltimore        | Charm City Cross (USCX #6)                                     | C2     | Eric Brunner              | Hélène Clauzel             |
| 5. Okt. 2024  | Ostrava          | HSF System Cup #1                                              | C2     | Victor Van de Putte       | Alicia Franck              |
| 5. Okt. 2024  | Waterloo         | Trek CX Cup (USCX #7)                                          | C1     | Kerry Werner              | Hélène Clauzel             |
| 6. Okt. 2024  | Ostrava          | HSF System Grand Prix                                          | C1     | Victor Van de Putte       | Alicia Franck              |
| 6. Okt. 2024  | Brumath          | Brumath Bike Festival                                          | C1     | Niels Vandeputte          | Leonie Bentveld            |
| 6. Okt. 2024  | Tarvis           | GP Città di Tarvisio                                           | C2     | Gioele Bertolini          | Carlotta Borello           |
| 6. Okt. 2024  | Gijón            | XIV Trofeo Villa de Gijón (Copa de España #1)                  | C2     | Kevin Suárez Fernández    | Laura Verdonschot          |
| 6. Okt. 2024  | Derby            | National Trophy Series #1                                      | C2     | Thomas Mein               | Alderney Baker             |
| 6. Okt. 2024  | Waterloo         | Trek CX Cup (USCX #8)                                          | C2     | Andrew Strohmeyer         | Hélène Clauzel             |
| 12. Okt. 2024 | Hlinsko          | HSF System Cup #2                                              | C2     | Michael Boroš             | Kristýna Zemanová          |
| 12. Okt. 2024 | Stockholm        | Fristads CX Day 1                                              | C2     | Clément Horny             | Jinse Peeters              |
| 12. Okt. 2024 | Beringen         | Be-Mine Cross (Exact Cross)                                    | C2     | Lars van der Haar         | Fem van Empel              |
| 12. Okt. 2024 | Indianapolis     | Major Taylor Cross Cup Day 1                                   | C2     | Caleb Swartz              | Caroline Mani              |
| 13. Okt. 2024 | Stockholm        | Fristads CX Day 2                                              | C2     | Clément Horny             | Xan Crees                  |
| 13. Okt. 2024 | Steinmaur        | Internationales Radquer Steinmaur (Swiss Cyclocross Cup #1)    | C2     | Lander Loockx             | Elisabeth Brandau          |
| 13. Okt. 2024 | Osoppo           | CX Rivellino                                                   | C2     | Gioele Bertolini          | Carlotta Borello           |
| 13. Okt. 2024 | Marín            | Ciclocross Internacional Xaxancx (Copa de España #2)           | C2     | Kevin Suárez Fernández    | Laura Verdonschot          |
| 13. Okt. 2024 | Levoča           | Grand Prix Levoča                                              | C2     | Marek Konwa               | Malwina Mul                |
| 13. Okt. 2024 | Clonmel          | Verge Cross Clonmel                                            | C2     | Jenson Young              | Greta Lawless              |
| 13. Okt. 2024 | Indianapolis     | Major Taylor Cross Cup Day 2                                   | C2     | Gunnar Holmgren           | Caroline Mani              |
| 16. Okt. 2024 | Falun            | Hagströmska CX                                                 | C2     | Clément Horny             | Jinse Peeters              |
| 17. Okt. 2024 | Ardooie          | Kermiscross                                                    | C2     | Michael Vanthourenhout    | Ceylin del Carmen Alvarado |
| 19. Okt. 2024 | Essen            | Cyclocross Essen (Exact Cross)                                 | C2     | Laurens Sweeck            | Marion Norbert-Riberolle   |
| 19. Okt. 2024 | Jesolo           | GP Internazionale CX Città di Jesolo                           | C2     | Filippo Agostinacchio     | Rebecca Gariboldi          |
| 19. Okt. 2024 | Nommay           | GP Nommay (Coupe de France #1)                                 | C2     | Loris Rouiller            | Marie Schreiber            |
| 19. Okt. 2024 | Varberg          | Varberg Cyclocross Day 1                                       | C2     | Daniel Weis               | Oda Laforce                |
| 19. Okt. 2024 | Mason            | Kings Cx - Day 1                                               | C1     | Eric Brunner              | Maghalie Rochette          |
| 20. Okt. 2024 | Trnava           | Grand Prix Trnava                                              | C2     | Marek Konwa               | Viktória Chladoňová        |
| 20. Okt. 2024 | Nommay           | GP Nommay (Coupe de France #2)                                 | C2     | Loris Rouiller            | Marie Schreiber            |
| 20. Okt. 2024 | Varberg          | Varberg Cyclocross Day 2                                       | C2     | Daniel Weis               | Jinse Peeters              |
| 20. Okt. 2024 | Ruddervoorde     | Cyclocross Ruddervoorde (Superprestige #1)                     | C1     | Joran Wyseure             | Ceylin del Carmen Alvarado |
| 20. Okt. 2024 | Schneisingen     | Alperosequer Schneisingen (Swiss Cyclocross Cup #2)            | C2     | Dario Lillo               | Elisabeth Brandau          |
| 20. Okt. 2024 | Vouzela          | Ciclocrosse Internacional de Vouzela                           | C1     | Mario Junquera San Millan | Sara Cueto                 |
| 20. Okt. 2024 | Čáslav           | Grand Prix Středočaského Kraje Cx                              | C2     | Michael Boroš             | Barbora Bukovská           |
| 20. Okt. 2024 | Mason            | Kings Cx - Day 2                                               | C2     | Eric Brunner              | Maghalie Rochette          |
| 22. Okt. 2024 | Woerden          | Nacht van Woerden                                              | C2     | Lars van der Haar         | Lucinda Brand              |
| 26. Okt. 2024 | Heerde           | Internationale Cyclocross Heerderstrand (Exact Cross)          | C2     | Eli Iserbyt               | Ceylin del Carmen Alvarado |
| 26. Okt. 2024 | Brugherio        | International Cyclocross Increa Brugherio                      | C1     | Gioele Bertolini          | Carlotta Borello           |
| 26. Okt. 2024 | Les Franqueses   | GP Les Franqueses (Copa de España #3)                          | C2     | Jofre Cullell             | Alexandra Valade           |
| 26. Okt. 2024 | Kolín            | HSF System Cup #3                                              | C2     | Michael Boroš             | Kristýna Zemanová          |
| 26. Okt. 2024 | Aarhus           | Party Prijs                                                    | C2     | Wout Janssen              | Julie Brouwers             |
| 26. Okt. 2024 | Falmouth         | Really Rad Festival of Cyclocross Day 1                        | C1     | Andrew Strohmeyer         | Maghalie Rochette          |
| 27. Okt. 2024 | Overijse         | Druivencross (Superprestige #2)                                | C1     | Thibau Nys                | Lucinda Brand              |
| 27. Okt. 2024 | Mettmenstetten   | Radquer Mettmenstetten (Swiss Cyclocross Cup #3)               | C2     | Dario Lillo               | Célia Gery                 |
| 27. Okt. 2024 | Salvirola        | International Grand Prix Cicli Francesconi                     | C2     | Gioele Bertolini          | Carlotta Borello           |
| 27. Okt. 2024 | Melgaço          | Ciclocrosse de Melgaço                                         | C2     | Kevin Suárez Fernández    | Lucía González             |
| 27. Okt. 2024 | Contern          | Grand Prix de la Commune de Contern                            | C2     | Timothé Gabriel           | Marie Schreiber            |
| 27. Okt. 2024 | Aarhus           | Grote Prijs Aarhus                                             | C2     | Wout Janssen              | Julie Brouwers             |
| 27. Okt. 2024 | South Shields    | National Trophy Series #2                                      | C2     | Thomas Mein               | Alderney Baker             |
| 27. Okt. 2024 | Falmouth         | Really Rad Festival of Cyclocross Day 2                        | C2     | Henry Coote               | Maghalie Rochette          |
| 1. Nov. 2024  | Oudenaarde       | Koppenbergcross (X²O Trofee #1)                                | C1     | Lars van der Haar         | Fem van Empel              |
| 1. Nov. 2024  | Dijon            | Cyclo Cross International de Dijon                             | C2     | Valentin Remondet         | Amandine Vidon             |
| 1. Nov. 2024  | Mugello          | Trofeo Città di Firenze                                        | C2     | Cristian Cominelli        | Carlotta Borello           |
| 2. Nov. 2024  | Ouistreham       | Rivabellacross                                                 | C2     | Thomas Mein               | Julie Brouwers             |
| 2. Nov. 2024  | Missoula         | Thunder Cross                                                  | C2     | Ian Ackert                | Isabella Holmgren          |
| 9. Nov. 2024  | Timișoara        | Lunca Timișului CX                                             | C1     | Zsombor Takács            | Loes Sels                  |
| 9. Nov. 2024  | Debrecen         | Velopark Cyclo-Cross                                           | C2     | Barnabás Vas              | Regina Bruchner            |
| 9. Nov. 2024  | Topoľčianky      | Grand Prix Topoľčianky 1                                       | C2     | Matej Ulík                | Viktória Chladoňová        |
| 9. Nov. 2024  | Pilsen           | Grand Prix Pilsen                                              | C2     | Michael Boroš             | Barbora Bukovská           |
| 9. Nov. 2024  | Rucphen          | Internationale Cyclocross Rucphen                              | C2     | Felipe Orts               | Laura Verdonschot          |
| 9. Nov. 2024  | Pierric          | Coupe de France #3                                             | C2     | Timothé Gabriel           | Amandine Fouquenet         |
| 10. Nov. 2024 | Debrecen         | Velopark Grand Prix                                            | C2     | Barnabás Vas              | Regina Bruchner            |
| 10. Nov. 2024 | Topoľčianky      | Grand Prix Topoľčianky 2                                       | C2     | Marek Konwa               | Viktória Chladoňová        |
| 10. Nov. 2024 | San Francesco    | Turin International Cyclocross                                 | C2     | Gioele Bertolini          | Carlotta Borello           |
| 10. Nov. 2024 | Hittnau          | Radquer Hittnau (Swiss Cyclocross Cup #4)                      | C2     | Loris Rouiller            | Elisabeth Brandau          |
| 10. Nov. 2024 | Wijster          | VAM-berg Cross Wijster                                         | C2     | Arne Baers                | Jamie de Beer              |
| 10. Nov. 2024 | Lokeren          | Rapencross (X²O Trofee #2)                                     | C2     | Thibau Nys                | Lucinda Brand              |
| 10. Nov. 2024 | Pierric          | Coupe de France #4                                             | C2     | David Menut               | Célia Gery                 |
| 10. Nov. 2024 | Karrantza        | Ciclocross Internacional de Karrantza (Copa de España #4)      | C2     | Kevin Suárez Fernández    | Lucía González             |
| 11. Nov. 2024 | Niel             | Jaarmarktcross Niel (Superprestige #3)                         | C1     | Laurens Sweeck            | Ceylin del Carmen Alvarado |
| 16. Nov. 2024 | Merksplas        | Aardbeiencross (Superprestige #4)                              | C1     | Laurens Sweeck            | Ceylin del Carmen Alvarado |
| 16. Nov. 2024 | Gernelle         | Cyclo-cross Gernelle                                           | C2     | Rémi Lelandais            | Hélène Clauzel             |
| 16. Nov. 2024 | Tarancón         | Ciclocros Internacional Ciudad de Tarancón (Copa de España #5) | C2     | Kevin Suárez Fernández    | Lucía González             |
| 16. Nov. 2024 | Rýmařov          | HSF System Cup #4                                              | C2     | Michael Boroš             | Kristýna Zemanová          |
| 16. Nov. 2024 | Laskowice        | Owocowy Przełaj                                                | C2     | Ferre Geeraerts           | Zuzanna Krzystała          |
| 16. Nov. 2024 | Hampton          | Nash Dash Day 1                                                | C2     | Kerry Werner              | Caroline Mani              |
| 17. Nov. 2024 | Hamme            | Flandriencross (X²O Trofee #3)                                 | C1     | Niels Vandeputte          | Ceylin del Carmen Alvarado |
| 17. Nov. 2024 | Paignton         | National Trophy Series #3                                      | C2     | Thomas Mein               | Anna Flynn                 |
| 17. Nov. 2024 | Alcobendas       | Ciclocross Ciudad de Alcobendas (Copa de España #6)            | C2     | Kevin Suárez Fernández    | Lucía González             |
| 17. Nov. 2024 | Biwako           | Kansai Cyclocross Biwako Grand Prix                            | C2     | Hijiri Oda                | Akari Kobayashi            |
| 17. Nov. 2024 | Cetniewo         | Dalej Na Północ Rowerem Się Nie Da                             | C2     | Silas Köch                | Zuzanna Krzystała          |
| 17. Nov. 2024 | Dielsdorf        | Cyclocross Dielsdorf (Swiss Cyclocross Cup #5)                 | C2     | Loris Rouiller            | Perrine Clauzel            |
| 17. Nov. 2024 | Lévis            | Cyclo-Cross de Lévis                                           | C2     | Ian Ackert                | Maghalie Rochette          |
| 17. Nov. 2024 | Hampton          | Nash Dash Day 2                                                | C2     | Kerry Werner              | Caroline Mani              |
| 23. Nov. 2024 | Mladá Boleslav   | HSF System Cup #5                                              | C2     | Marek Konwa               | Kristýna Zemanová          |
| 23. Nov. 2024 | Kortrijk         | Urban Cross Kortrijk (Exact Cross)                             | C2     | Eli Iserbyt               | Fem van Empel              |
| 23. Nov. 2024 | Troyes           | Coupe de France #5                                             | C2     | David Menut               | Anaïs Morichon             |
| 23. Nov. 2024 | Hendersonville   | North Carolina Grand Prix Day 1                                | C2     | Eric Brunner              | Vida Lopez de San Roman    |
| 24. Nov. 2023 | Podbrezová       | Grand Prix Podbrezová                                          | C2     | Marek Konwa               | Viktória Chladoňová        |
| 24. Nov. 2024 | Troyes           | Coupe de France #6                                             | C2     | David Menut               | Amandine Vidon             |
| 24. Nov. 2024 | Antwerpen        | Scheldecross (Weltcup #1)                                      | CDM    | Eli Iserbyt               | Fem van Empel              |
| 24. Nov. 2024 | Hendersonville   | North Carolina Grand Prix Day 2                                | C2     | Eric Brunner              | Vida Lopez de San Roman    |
| 30. Nov. 2024 | Cocentaina       | Trofeo Ciclo-Cross Rafa Valls                                  | C2     | Yorben Lauryssen          | Léa Stern                  |
| 1. Dez. 2024  | Cremona          | Trofeo Mamma & Papà Guerciotti                                 | C1     | Filippo Fontana           | Rebecca Gariboldi          |
| 1. Dez. 2024  | Gościęcin        | Bryksy Cross                                                   | C2     | Marek Konwa               | Zuzanna Krzystała          |
| 1. Dez. 2024  | Dublin           | Cyclocross Dublin (Weltcup #2)                                 | CDM    | Michael Vanthourenhout    | Lucinda Brand              |
| 7. Dez. 2024  | Uničov           | HSF System Cup #6                                              | C2     | Marek Konwa               | Kristýna Zemanová          |
| 7. Dez. 2024  | Tarazona         | Ciclocross Internacional Ciudad de Tarazona                    | C2     | Yorben Lauryssen          | Sara Cueto                 |
| 8. Dez. 2024  | Igorre           | Ziklokross Igorre                                              | C2     | Yorben Lauryssen          | Noémie Garnier             |
| 14. Dez. 2024 | Herentals        | Herentals Crosst (X²O Trofee #4)                               | C2     | Michael Vanthourenhout    | Fem van Empel              |
| 14. Dez. 2024 | La Ferté-Bernard | Coupe de France #7                                             | C2     | Joshua Dubau              | Noémie Garnier             |
| 14. Dez. 2024 | Xàtiva           | Ciclocross Internacional Ciutat de Xàtiva (Copa de España #7)  | C2     | Kevin Suárez Fernández    | Sofía Rodríguez            |
| 15. Dez. 2024 | Zielona Góra     | Lubuskie Warte Zachodu                                         | C2     | Marek Konwa               | Zuzanna Krzystała          |
| 15. Dez. 2024 | La Ferté-Bernard | Coupe de France #8                                             | C2     | David Menut               | Noémie Garnier             |
| 15. Dez. 2024 | Namur            | Citadelcross (Weltcup #4)                                      | CDM    | Michael Vanthourenhout    | Ceylin del Carmen Alvarado |
| 21. Dez. 2024 | Hulst            | Vestingcross (Weltcup #5)                                      | CDM    | Niels Vandeputte          | Marie Schreiber            |
| 22. Dez. 2024 | Zonhoven         | Cyclocross Zonhoven (Weltcup #6)                               | CDM    | Mathieu van der Poel      | Ceylin del Carmen Alvarado |
| 23. Dez. 2024 | Mol              | Zilvermeercross (Superprestige #5)                             | C2     | Mathieu van der Poel      | Ceylin del Carmen Alvarado |
| 26. Dez. 2024 | Gavere           | Cyclocross Gavere (Weltcup #7)                                 | CDM    | Mathieu van der Poel      | Fem van Empel              |
| 27. Dez. 2024 | Loenhout         | Azencross (Exact Cross)                                        | C1     | Mathieu van der Poel      | Marion Norbert-Riberolle   |
| 29. Dez. 2024 | Besançon         | Cyclocross Besançon (Weltcup #8)                               | CDM    | Mathieu van der Poel      | Fem van Empel              |
| 30. Dez. 2024 | Diegem           | Veldrit Diegem (Superprestige #6)                              | C1     | Laurens Sweeck            | Lucinda Brand              |
| 1. Jan. 2025  | Baal             | GP Sven Nys (X²O Trofee #5)                                    | C1     | Eli Iserbyt               | Fem van Empel              |
| 1. Jan. 2025  | Pétange          | Grand Prix Garage Collé                                        | C2     | Lander Loockx             | Xaydee Van Sinaey          |
| 3. Jan. 2025  | Koksijde         | Duinencross Koksijde (X²O Trofee #6)                           | C1     | Laurens Sweeck            | Puck Pieterse              |
| 4. Jan. 2025  | Gullegem         | Cyclocross Gullegem (Superprestige #7)                         | C2     | Wout van Aert             | Lucinda Brand              |
| 4. Jan. 2025  | Amurrio          | Amurrioko Ziklo-Krossa                                         | C2     | Kevin Suárez Fernández    | Sofía Rodríguez            |
| 5. Jan. 2025  | Dendermonde      | Ambiancecross (Weltcup #9)                                     | CDM    | Wout van Aert             | Lucinda Brand              |
| 13. Jan. 2025 | Otegem           | Cyclocross Otegem                                              | C2     | Toon Aerts                | Sanne Cant                 |
| 19. Jan. 2025 | Benidorm         | Cyclocross Benidorm (Weltcup #10)                              | CDM    | Thibau Nys                | Fem van Empel              |
| 25. Jan. 2025 | Maasmechelen     | Cyclocross Maasmechelen (Weltcup #11)                          | CDM    | Mathieu van der Poel      | Kata Blanka Vas            |
| 26. Jan. 2025 | Hoogerheide      | GP Adrie van der Poel (Weltcup #12)                            | CDM    | Mathieu van der Poel      | Lucinda Brand              |
| 5. Feb. 2025  | Maldegem         | Parkcross Maldegem (Exact Cross)                               | C2     | Laurens Sweeck            | Marie Schreiber            |
| 8. Feb. 2025  | Middelkerke      | Noordzeecross (Superprestige #8)                               | C1     | Joris Nieuwenhuis         | Inge van der Heijden       |
| 9. Feb. 2025  | Lille            | Krawatencross (X²O Trofee #7)                                  | C1     | Laurens Sweeck            | Lucinda Brand              |
| 15. Feb. 2025 | Sint-Niklaas     | Waaslandcross (Exact Cross)                                    | C2     | Niels Vandeputte          | Lucinda Brand              |
| 16. Feb. 2025 | Brüssel          | Brussels Universities Cross (X²O Trofee #8)                    | C1     | Michael Vanthourenhout    | Sara Casasola              |
| 23. Feb. 2025 | Oostmalle        | Internationale Sluitingsprijs                                  | C1     | Joris Nieuwenhuis         | Lucinda Brand              |

## Wertungen
| Serie                  | Land               | Sieger                 | Siegerin          |
| ---------------------- | ------------------ | ---------------------- | ----------------- |
| Weltcup                | international      | Michael Vanthourenhout | Lucinda Brand     |
| Superprestige          | Belgien            | Niels Vandeputte       | Lucinda Brand     |
| X²O Trofee             | Belgien            | Eli Iserbyt            | Lucinda Brand     |
| Coupe de France        | Frankreich         | David Menut            | Amandine Vidon    |
| Hope Supercross        | Großbritannien     | Yorben Lauryssen       | Laura Verdonschot |
| National Trophy Series | Großbritannien     | Thomas Mein            | Alderney Baker    |
| Swiss Cyclocross Cup   | Schweiz            | Dario Lillo            | Elisabeth Brandau |
| Copa de España         | Spanien            | Kevin Suárez Fernández | Lucía González    |
| HSF System Cup         | Tschechien         | Marek Konwa            | Kristýna Zemanová |
| USCX Cyclocross Series | Vereinigte Staaten | Andrew Strohmeyer      | Hélène Clauzel    |

## Meisterschaften

### Welt- und Kontinentalmeisterschaften
| Bereich                    | Datum                 | Ort        | Meister              | Meisterin     |
| -------------------------- | --------------------- | ---------- | -------------------- | ------------- |
| Weltmeisterschaften        | 31. Jan.–2. Feb. 2025 | Liévin     | Mathieu van der Poel | Fem van Empel |
| Europameisterschaften      | 1.–3. Nov. 2024       | Pontevedra | Thibau Nys           | Fem van Empel |
| Panamerika-Meisterschaften | 3. Nov. 2024          | Missoula   | Eric Brunner         | Sidney McGill |

### Nationale Meisterschaften
| Land               | Datum         | Ort              | Landesmeister             | Landesmeisterin          |
| ------------------ | ------------- | ---------------- | ------------------------- | ------------------------ |
| Albanien           | 11. Jan. 2025 | Tirana           | Olsian Velia              | Nelia Kabetaj            |
| Australien         | 17. Aug. 2024 | Ballarat         | Max Hobson                | Izzy Flint               |
| Belgien            | 12. Jan. 2025 | Heusden-Zolder   | Thibau Nys                | Marion Norbert-Riberolle |
| Bulgarien          | 23. Feb. 2025 | Kasanlak         | Borislaw Chadschistojanow | Iwana Tonkowa            |
| Chile              | 7. Sep. 2024  | Santiago         | Patricio Farias           | Maria Castro             |
| Dänemark           | 12. Jan. 2025 | Holbæk           | Daniel Weis               | Caroline Bohé            |
| Deutschland        | 12. Jan. 2025 | Chemnitz         | Marcel Meisen             | Elisabeth Brandau        |
| Estland            | 26. Okt. 2024 | Tartu            | Madis Mihkels             | Mari-Liis Mõttus         |
| Finnland           | 26. Okt. 2024 | Tuusula          | Antti-Jussi Juntunen      | Noora Kanerva            |
| Frankreich         | 12. Jan. 2025 | Pontchâteau      | Clément Venturini         | Amandine Fouquenet       |
| Griechenland       | 26. Jan. 2025 | Larisa           | Alexandros Athanasiadis   | Eleftheria Giachou       |
| Großbritannien     | 12. Jan. 2025 | Gravesend        | Cameron Mason             | Xan Crees                |
| Irland             | 12. Jan. 2025 | Ballinasloe      | Dean Harvey               | Esther Wong              |
| Italien            | 12. Jan. 2025 | Faè di Oderzo    | Gioele Bertolini          | Carlotta Borello         |
| Japan              | 15. Dez. 2024 | Utsunomiya       | Hijiri Oda                | Akari Kobayashi          |
| Kanada             | 16. Nov. 2024 | Lévis            | Ian Ackert                | Isabella Holmgren        |
| Litauen            | 10. Nov. 2024 | Vilnius          | Venantas Lašinis          | Gabija Jonaitytė         |
| Luxemburg          | 12. Jan. 2025 | Cessange         | Loïc Bettendorf           | Marie Schreiber          |
| Neuseeland         | 10. Aug. 2024 | Christchurch     | Craig Oliver              | Josie Wilcox             |
| Niederlande        | 12. Jan. 2025 | Oisterwijk       | Tibor Del Grosso          | Puck Pieterse            |
| Norwegen           | 10. Nov. 2024 | Drøbak           | Mats Tubaas Glende        | Oda Laforce              |
| Österreich         | 12. Jan. 2025 | Maria Enzersdorf | Lukas Hatz                | Nadja Heigl              |
| Polen              | 12. Jan. 2025 | Władysławowo     | Marek Konwa               | Antonina Białek          |
| Portugal           | 12. Jan. 2025 | Santo Tirso      | Rafael Souza              | Beatriz Guerra           |
| Rumänien           | 12. Jan. 2025 | Florești         | József-Attila Málnási     | Wendy Bunea              |
| Schweden           | 24. Nov. 2024 | Ullared          | Filip Mard                | Caroline Andersson       |
| Schweiz            | 12. Jan. 2025 | Montreux         | Kevin Kuhn                | Rebekka Estermann        |
| Slowakei           | 23. Nov. 2024 | Selce            | Matej Ulík                | Viktória Chladoňová      |
| Slowenien          | 26. Dez. 2024 | Ljubljana        | Mihael Štajnar            | nicht ausgetragen        |
| Spanien            | 12. Jan. 2025 | As Pontes        | Felipe Orts               | Sofía Rodríguez          |
| Tschechien         | 11. Jan. 2025 | Jičín            | Michael Boroš             | Kristýna Zemanová        |
| Ungarn             | 12. Jan. 2025 | Kazincbarcika    | Barnabás Vas              | Regina Bruchner          |
| Vereinigte Staaten | 15. Dez. 2024 | Louisville       | Andrew Strohmeyer         | Vida Lopez de San Roman  |